# Grupo Desportivo de Boticas
O Grupo Desportivo de Boticas é um clube português, com sede na vila de Boticas, distrito de Vila Real.

## Site
http://www.gdboticas.com/

## Futebol

### Histórico (inclui 07/08)
|                   | Nº Presenças | Títulos |
| ----------------- | ------------ | ------- |
| Temporadas na 1ª  | 0            |         |
| Temporadas na 2ª  | 0            |         |
| Temporadas na 2ªB | 0            |         |
| Temporadas na 3ª  | 1            |         |
| Taça de Portugal  | -            |         |
| Taça da Liga      | 0            |         |

### Classificações
| Escalão          | 00/01 | 01/02 | 02/03 | 03/04 | 04/05 | 05/06 | 06/07 | 07/08 | 08/09 |
| ---------------- | ----- | ----- | ----- | ----- | ----- | ----- | ----- | ----- | ----- |
| Liga Sagres      | -     | -     | -     | -     | -     | -     | -     | -     | -     |
| Liga Vitalis     | -     | -     | -     | -     | -     | -     | -     | -     |       |
| II Divisão       | -     | -     | -     | -     | -     | -     | -     | -     | -     |
| III Divisão      | -     | -     | -     | -     | -     | -     | -     | -     | -     |
| 1º Escalão Dist. | -     | -     | -     |       | -     | -     | -     | -     | -     |
| 2º Escalão Dist. | -     | -     | -     | -     | -     | -     | ND    | ND    | -     |
| 3º Escalão Dist. | -     | -     | -     | -     | -     | -     | -     | -     | -     |

## História
O clube foi fundado em 1964 e o seu presidente actual chama-se Paulo Sérgio Pereira Aleixo.

## Ligas
- 2006-2007
  - Futebol: Divisão de Honra, Associação de Futebol de Vila Real;
  - Futsal: Campeonato Nacional 2ª Divisão (Serie A)

- 2007-2008
  - Futebol: Divisão de Honra, Associação de Futebol de Vila Real;
  - Futsal: Campeonato Nacional 2ª Divisão (Serie A)

- 2008-2009
  - Futebol: Divisão de Honra, Associação de Futebol de Vila Real;
  - Futsal: Campeonato Nacional 2ª Divisão (Serie A)

- 2009-2010
  - Futebol: Divisão de Honra, Associação de Futebol de Vila Real;
  - Futsal: Campeonato Nacional 1ª Divisão

- 2010-2011
  - Futsal: Campeonato Nacional 1ª Divisão

## Campo de Jogos
Complexo Municipal de Boticas, com lotação para 1000 espectadores

## Marca do equipamento
Macron